# Menorah (Drachten)
De Menorah is een voormalig kerkgebouw in de Drachtster woonwijk De Wiken

## Geschiedenis
Het oosten van Drachten voorbij de Noorder- en Zuiderdwarsvaart groeide in de jaren 60 onstuimig. In 1963 waren de eerste woningen gebouwd in De Wiken en De Venen en in 1967 woonden er al zo’n achthonderd gereformeerden die voor de kerkdiensten vooralsnog vooral aangewezen waren op de Zuiderkerk, hoewel ook de Noord-Oostkerk (een houten noodkerk aan de Klokhuislaan) en de Noorderkerk opties waren.
De eerste plannen voor de nieuwe wijkkerk stammen uit 1965. Toen was het de bedoeling dat er een kerkgebouw voor Noord-Oost-Drachten zou komen aan de oostzijde van de Noorderdwarsvaart, en dan met name in het midden tussen de Schwartzenberghlaan/De Knobben en het verlengde van de Wielewalen. Maar na wijziging van de wijkindeling en de plannen vond men later een terrein op de hoek Langewyk-Dwarswyk.
De in december 1966 opgerichte wijkkerkenraad 'Oost' van de Gereformeerde Kerk te Drachten besloot vaart te zetten achter de wens om de kerkdiensten ook daadwerkelijk in Drachten-Oost te laten plaatsvinden. Aanvankelijk werd de aula van de Christelijke LTS aan de Splitting gehuurd, de eerste dienst daar was op 2 april 1967.

### Bouw en ingebruikneming
Ondertussen werden de voorbereidingen getroffen voor de bouw van een kerk aan de Dwarswyk. Architect J. van der Tas te Drachten maakte de plannen, die uitgevoerd werden door het Drachtster Bouwbedrijf R. Paulusma. Het begon allemaal wat stroef; wegens de vorst kon het heien van de eerste paal door wijkpredikant Wolthuis niet doorgaan, men besloot daarop tot een eerstesteenlegging maar ook dat is nooit gebeurd. Op woensdag 4 maart 1970 werd de Menorah officieel overgedragen en in gebruik genomen. Er waren op dat moment al 1.600 leden in de wijken De Venen en De Wiken. Aanvankelijk was de Menorah in Drachten enige tijd de enige kerk in Nederland met die naam; later kwamen er ook in andere plaatsen kerken die zo genoemd werden. De kerkenraad had voor de naamgeving een prijsvraag uitgeschreven en een van de voorstellen kwam van een echtpaar dat verscheidene reizen naar Israël gemaakt had en zo op het idee kwam de Joodse kandelaber, de menorah, als kerknaam op te geven.
Het hele complex op de hoek Langewyk-Dwarswyk heeft de vorm van een kop-hals-rompboerderij, respectievelijk terug te vinden in de pastorie, de studeerkamer van de predikant en de kerk. Het kerkorgel is in 1970 gebouwd door Pels & Van Leeuwen en telt 14 stemmen en 900 pijpen, evenals dat in de Fonteinkerk het geval is. Het is het enige orgel in Drachten dat beschikt over een borstwerk.
Inclusief de toneelzaal die bij de kerkzaal getrokken kon worden, was de vloeroppervlakte 574 m². In de kerkzaal was plaats voor 490 personen en dit aantal kon nog eens met vijftig personen uitgebreid worden. Het vast op de grond bevestigde doopvont was een geschenk van de architect, de aannemers en onderaannemers. Het avondmaalsstel was een geschenk van de wijkgemeente. De op 30 januari 1970 geplaatste kerktoren staat los van de kerk en is 19½ meter hoog. De toonhoogte van de luidklok is de C, waardoor een zo groot mogelijke harmonie bewerkstelligd kon worden met de (destijds) vele kerkklokken op de zondagochtend. De toppen van de op de buitenmuur aangebrachte menorah worden gevormd door lampen.

### Jubileumviering en sloop
Begin 2019 besloot de Protestantse Gemeente Drachten (PGD) op zoek te gaan naar kopers voor haar kerken De Arke en de Menorah. De Oase en de Zuiderkerk blijven in bezit bij de PGD, dat geldt ook voor de Grote Kerk en De Schakel.
Tijdens de kerkdienst van 8 maart 2020 werd in de Menorah stilgestaan bij het vijftigjarig bestaan van dit kerkgebouw, een gelegenheidskoor verleende medewerking aan de dienst. In de dienst werd de volle nadruk op het jubileum gelegd en niet op de komende buitengebruikstelling van de kerk, waarnaar hooguit terzijde verwezen werd.
In maart 2023 werd begonnen met de sloop van het kerkgebouw. Na de afbraak worden er in totaal 29 appartementen gebouwd op de plek van de Menorah. De pastorie die aan de kerk vastzit, blijft bestaan.